# 냥파이어
냥파이어(にゃんぱいあ)는 2009년 6월에 발행된, yukiusa께서 그리신 코믹 동인지로, 뱀파이어로부터 피의 세례를 받아 송곳니와 날개, 그리고 영원의 생명을 가지는 큐트한 흡혈고양이 '냥파이어'가 동료 고양이들과 보내는 일상생활을 그린 하트풀＆코믹컬한 이야기입니다. 그리고 2011년 7월부터 '냥파이어 냥파이어 The Animation'이라는 이름으로, 각 화당 5분 정도의 단편으로 제작되고 있다.

## 줄거리
버려졌는지 불쌍한 아기 고양이 한 마리가 배가 너무 고파서 움직이지도 못 한 채 그 작은 생명이 사라질 것 같았다. 그 때, 어둠 속에서 뱀파이어가 나타나서 자신의 피를 그 고양이에게 마시게 하였고, 아기 고양이는 뱀파이어의 피의 세례를 받고서 송곳니와 날개가 생겨버린다. 이로써, 그 고양이는 뱀파이어 고양이 '냥파이어'가 되었다. 이로써, 냥파이어는 영원의 생명을 얻게 되었지만, 스스로 피를 찾지 않으면 안되는 삶을 살게 되었고, 또한 어느 인간 여자 아이에게 주워져 집고양이로서 즐거운 생활을 보내게 되는데....

## 등장인물
냥파이어
성우 - 소연 (성우)
뱀파이어에게서 피의 세례를 받아 영원한 생명을 얻은 아기 고양이. 피 뿐만 아니라 붉은 것은 매우 좋아한다. 조금 자기중심적인 응석쟁이스러운 면도 있지만, 일반적으로 잘 눈에 띄는 집고양이. 주인인 '미사키'를 무서워 한다.
독안룡 마사무냐(獨眼龍 まさむにゃ)
성우 - 자형구
애꾸눈에 갑옷을 착용하고 일본도를 들고 다니는, 무사 고양이. 처음엔 냥파이어를 요괴라 생각하고, 그를 처단하려고 왔다가, 피를 먹으려는 냥파이어의 행동을 스킨십으로 오해하고 나선, 그에게 묘한 감정을 느끼게 됨.
나텐시(にゃてんし)
성우 - 고아성
고양이의 모습을 한 천사. 하지만 천사라는 이미지랑 달리, 품행이 불량한 편. 원래는 천사였지만 품행이 불량하다고 해서 천계에서 쫓겨났다고 한다.
챠챠마루(茶茶丸)
성우 - 고토 유코
미사키네 집에, 냥파이어와 같이 살게 된 아기고양이. 냥파이어보다 키가 작지만 똑부러지고 철든 모습을 보임. 등에 묶인 큰 리본이 특징.
모리군(毛利くん), 코모리군(小森くん)
성우 - 이소정 (가수)
흡혈박쥐로, 귀가 핑크색인 박쥐가 '모리', 귀가 노란색인 박쥐가 '코모리'이며 항상 둘이 같이 행동한다.
미사키(美咲)
성우 - 히로타 시온
냥파이어의 주인. 얼굴은 나오지 않고 발이나 뒷모습만 등장한다.
뱀파이어(バンパイア )
성우 - 타치바나 신노스케
냥파이어에게 피를 나눠 준 뱀파이어.

## 캐스팅
| 배역            | 영어 | 한국어 (Tooniverse) | 영어 음성   |
| --------------- | --- | ------------------- | ----------- |
| 냥파이어        | 코시미즈 아미 1화 카카즈 유미 2화 오오츠카 아키오 3화 우치다 유마 4화 오타니 이쿠에 5화 나카다 아스미 6화 키시오 다이스케 7화 쿠마이 모토코 8화 토미자와 미치에 9화 마지마 준지 10화 미츠이시 코토노 11화 우에다 히토미 12화 세 가지 형식 13화 센본기 사야카 14화 아사쿠라 아즈미 15화 미모리 스즈코 16화 에노키 준야 17화 | 소연 (성우)         | 로라 베일리 |
| 독안룡 마사무냐 | 스기야마 노리아키 1화 시미즈 아이 2화 히로시마를 타다 3화 에노키 준야 4화 히라노 아야 5화 현마을 6화 토미나가 미나 7화 오키 카나에 8화 우에사카 스미레 9화 친홍 고바야시 10화 아사이 아야카 11화 미카와 하루나 12화 오노 유키 (성우) 13화 파이루즈 아이 14화 니시 아스카 15화 오카무라 아케미 16화 야시로 타쿠 17화        | 자형구              | 짐 커밍스   |
| 나텐시          | | 고아성              |             |